# Hong Kong Tennis Open 2024 - Qualificazioni singolare
Le qualificazioni del singolare femminile del Hong Kong Tennis Open 2024 sono state un torneo di tennis preliminare per accedere alla fase finale della manifestazione svolte dal 26 al 27 ottobre 2024. Le vincitrici dell'ultimo turno sono entrate di diritto nel tabellone principale. In caso di ritiro di una o più giocatrici aventi diritto a queste sono subentrati le lucky loser, ossia le giocatrici che hanno perso nell'ultimo turno ma che avevano una classifica più alta rispetto alle altre partecipanti che avevano comunque perso nel turno finale.

## Teste di serie
1. Gao Xinyu (qualificata)
2. Ma Yexin (primo turno)
3. Jang Su-jeong (ultimo turno, lucky loser)
4. Hina Inoue (qualificata)
5. Lu Jiajing (ultimo turno, lucky loser)
6. Shi Han (qualificata)

1. Liang En-shuo (ultimo turno)
2. Tat'jana Prozorova (qualificata)
3. Carol Zhao (ultimo turno)
4. Kyōka Okamura (qualificata)
5. Mei Yamaguchi (qualificata)
6. Thasaporn Naklo (ultimo turno)

## Qualificate
1. Gao Xinyu
2. Tat'jana Prozorova
3. Kyōka Okamura

1. Hina Inoue
2. Mei Yamaguchi
3. Shi Han

### Lucky loser
1. Jang Su-jeong

1. Lu Jiajing

## Tabellone

### Legenda
| - Q = Qualificato - WC = Wild card - LL = Lucky loser | - ALT = Alternate - SE = Special Exempt - PR = Protected Ranking | - w/o = Walkover - r = Ritirato - d = Squalificato |

### Sezione 1
|  | Primo turno | Primo turno  | Primo turno | Primo turno | Primo turno |  |  | Ultimo turno | Ultimo turno | Ultimo turno | Ultimo turno | Ultimo turno |  |
|  |             |              |             |             |             |  |  |              |              |              |              |              |  |
|  | 1           | Gao Xinyu    | 3           | 6           | 6           |  |  |              |              |              |              |              |  |
|  |             | Tsao Chia-yi | 6           | 1           | 1           |  |  | 1            | Gao Xinyu    | Gao Xinyu    | 7            | 7            |  |
|  | WC          | Ng Man-ying  | Ng Man-ying | 5           | 1           |  |  | 9            | Carol Zhao   | Carol Zhao   | 64           | 63           |  |
|  | 9           | Carol Zhao   | Carol Zhao  | 7           | 6           |  |  |              |              |              |              |              |  |

### Sezione 2
|  | Primo turno | Primo turno        | Primo turno        | Primo turno | Primo turno |  |  | Ultimo turno | Ultimo turno       | Ultimo turno       | Ultimo turno | Ultimo turno |  |
|  |             |                    |                    |             |             |  |  |              |                    |                    |              |              |  |
|  | 2           | Ma Yexin           | Ma Yexin           | 3           | 2           |  |  |              |                    |                    |              |              |  |
|  |             | Makoto Ninomiya    | Makoto Ninomiya    | 6           | 6           |  |  |              | Makoto Ninomiya    | Makoto Ninomiya    | 3            | 3            |  |
|  | WC          | Justine Leong      | Justine Leong      | 3           | 1           |  |  | 8            | Tat'jana Prozorova | Tat'jana Prozorova | 6            | 6            |  |
|  | 8           | Tat'jana Prozorova | Tat'jana Prozorova | 6           | 6           |  |  |              |                    |                    |              |              |  |

### Sezione 3
|  | Primo turno | Primo turno   | Primo turno   | Primo turno | Primo turno |  |  | Ultimo turno | Ultimo turno  | Ultimo turno  | Ultimo turno | Ultimo turno |  |
|  |             |               |               |             |             |  |  |              |               |               |              |              |  |
|  | 3           | Jang Su-jeong | Jang Su-jeong | 6           | 6           |  |  |              |               |               |              |              |  |
|  | WC          | Che Sin-yu    | Che Sin-yu    | 1           | 1           |  |  | 3            | Jang Su-jeong | Jang Su-jeong | 5            | 0            |  |
|  | WC          | Cho I-hsuan   | Cho I-hsuan   | 4           | 2           |  |  | 10           | Kyōka Okamura | Kyōka Okamura | 7            | 6            |  |
|  | 10          | Kyōka Okamura | Kyōka Okamura | 6           | 6           |  |  |              |               |               |              |              |  |

### Sezione 4
|  | Primo turno | Primo turno        | Primo turno        | Primo turno | Primo turno |  |  | Ultimo turno | Ultimo turno    | Ultimo turno | Ultimo turno | Ultimo turno |  |
|  |             |                    |                    |             |             |  |  |              |                 |              |              |              |  |
|  | 4           | Hina Inoue         | 6                  | 5           |             |  |  |              |                 |              |              |              |  |
|  |             | Wu Ho-ching        | 0                  | 2           | r           |  |  | 4            | Hina Inoue      | 6            | 3            | 6            |  |
|  | WC          | Leung Yui-hei Hebe | Leung Yui-hei Hebe | 1           | 1           |  |  | 12           | Thasaporn Naklo | 1            | 6            | 3            |  |
|  | 12          | Thasaporn Naklo    | Thasaporn Naklo    | 6           | 6           |  |  |              |                 |              |              |              |  |

### Sezione 5
|  | Primo turno | Primo turno   | Primo turno   | Primo turno | Primo turno |  |  | Ultimo turno | Ultimo turno  | Ultimo turno  | Ultimo turno | Ultimo turno |  |
|  |             |               |               |             |             |  |  |              |               |               |              |              |  |
|  | 5           | Lu Jiajing    | Lu Jiajing    | 6           | 6           |  |  |              |               |               |              |              |  |
|  |             | Nadiia Kolb   | Nadiia Kolb   | 3           | 3           |  |  | 5            | Lu Jiajing    | Lu Jiajing    | 1            | 67           |  |
|  |             | Guo Meichi    | Guo Meichi    | 5           | 4           |  |  | 11           | Mei Yamaguchi | Mei Yamaguchi | 6            | 7            |  |
|  | 11          | Mei Yamaguchi | Mei Yamaguchi | 7           | 6           |  |  |              |               |               |              |              |  |

### Sezione 6
|  | Primo turno | Primo turno    | Primo turno    | Primo turno | Primo turno |  |  | Ultimo turno | Ultimo turno  | Ultimo turno  | Ultimo turno | Ultimo turno |  |
|  |             |                |                |             |             |  |  |              |               |               |              |              |  |
|  | 6           | Shi Han        | Shi Han        | 6           | 6           |  |  |              |               |               |              |              |  |
|  |             | Ulrikke Eikeri | Ulrikke Eikeri | 2           | 0           |  |  | 6            | Shi Han       | Shi Han       | 6            | 6            |  |
|  | WC          | Cho Yi-tsen    | Cho Yi-tsen    | 4           | 2           |  |  | 7            | Liang En-shuo | Liang En-shuo | 4            | 4            |  |
|  | 7           | Liang En-shuo  | Liang En-shuo  | 6           | 6           |  |  |              |               |               |              |              |  |